# Сорокопутовые танагры
Сорокопутовые танагры (лат. Lanio) — род птиц из семейства танагровых (Thraupidae).

## Описание
Клюв с мощным крючком. Питаются крупными насекомыми. Обитают в субтропических или тропических влажных низменных лесах.

## Классификация
В состав рода включают 4 вида.
- Lanio aurantius Lafresnaye, 1846 — Черногорлая сорокопутовая танагра
- Lanio fulvus (Boddaert, 1783)
- Lanio leucothorax Salvin, 1864
- Lanio versicolor (D’Orbigny et Lafresnaye, 1837)

## Распространение
Представители рода встречаются от южной Мексики до северной Бразилии. 